# أسابا
أسابا (بالإنجليزية: Asaba)‏ هي إحدى مدن نيجيريا، والعاصمة الإدارية لولاية دلتا. يبلغ عدد سكان المدينة 149,603 نسمة حسب إحصاء 2006، وتبلغ مساحتها 268 كيلومترا مربعا.

## الجغرافيا

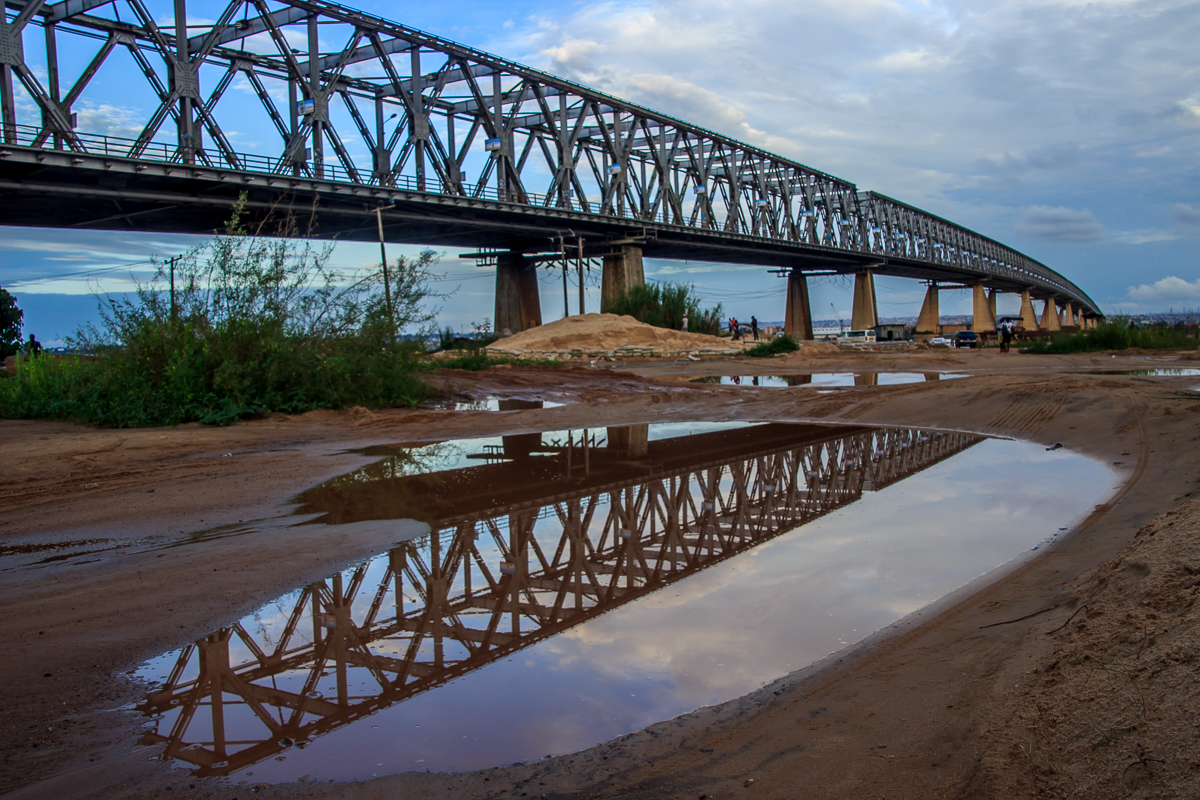
جسر نهر النيجر

تقع مدينة أسابا على ضفاف نهر النيجر، وتطل عند النقطة التي يتدفق فيها نهر أنامبرا. خارج ضفاف النهر، في السهول العالية الأكثر اتساعًا من أحواض الأنهار، تزدهر بغطاء نباتي. يعد نهر النيجر عبر التاريخ رابطًا بين دول إفريقيا يبدأ من غرب إفريقيا وصولًا إلى المحيط الأطلسي. تشكل أسابا مركز ربط بين غرب وشرق وشمال نيجيريا عبر نهر النيجر ومن الشمال يمتد عبر جسر نهر النيجر.

## النقل

### الجوي
يمكن دخول أسابا والمناطق المجاورة لها جوا من خلال مطار أسابا الدولي.

## توأمة
لمدينة أسابا اتفاقيات توأمة مع المدن التالية :
- ستوكتون.

## أعلام
- إريك إيجيوفور

## وصلات خارجية
- الموقع الرسمي للمدينة